# مرتيل
مرتيل أو مرتين، هي مدينة صغيرة تقع على الساحل الشمالي المتوسطي للمملكة المغربية. كانت تعتبر كمنطقة جغرافية تابعة تاريخيا وإداريا لمدينة تطوان، قبل تأسيسها كمدينة مستقلة إداريا في تسعينيات القرن 20. يقطنها حوالي 39.011 نسمة من أبناء تطوان وغيرهم من المهاجرين إليها من المناطق الشمالية والداخلية المغربية الأخرى (إحصاء 2004). يغلب على مرتيل الطابع السياحي، وتتميز بشواطئها النظيفة والدافئة، كما أنها مزدهرة بصيد الأسماك. وقد شهدت مؤخرا اهتماما كبيرا من طرف الملك محمد السادس الذي أمر بإحداث إصلاحات نموذجية ساهمت في النهوض سياحيا بالمنطقة.
سُميت بـ مرتين (مرتيل) نسبة إلى فيرناندو مرتين خال السيدة الحرة حاكمة تطوان؛ التي عيّنته مسؤولا على نهر تطوان (وادي مرتين) لجباية الضرائب من المراكب وذلك في النصف الأول من القرن 16م. «مرتين» هو الاسم المتداول للمدينة بين السكان الأصليين لتطوان، علما أن «مرتيل» هو الاسم المكتوب في اللوحات والوثائق الإدارية.
خصائص مرتيل: تعتبر مرتيل مدينة الطلبة فهي تضم كليات من جامعة عبد المالك السعدي (كلية الآداب والعلوم الإنسانية وكلية العلوم القانونية والاقتصادية والاجتماعية) وتضم أيضا المدرسة العليا للاساتذة
ولهذا فمرتيل مكان الطلبة شتاء والسياحة صيفا فمجال العقار دائما مزدهرا في مرتيل.
كما تتميز بوجود مركز ثقافي يساهم في اكتشاف المواهب الشابة بالمدينة.

## أعلام
- بلال بيات
- نعمان عراب